# Nerax aurimystaceus
Nerax aurimystaceus là một loài ruồi trong họ Asilidae. Nerax aurimystaceus được Hine miêu tả năm 1919. Loài này phân bố ở vùng Tân Bắc giới.